# Houfei
Houfei, född 463, död 477, var en kinesisk monark. Han var kejsare av Liu Song mellan 472 och 477. 